# Барсуковская сельская община
Барсуковская сельская община (укр. Борсуківська сільська громада) — территориальная община в Кременецком районе Тернопольской области Украины.
Административный центр — село Барсуки.
Население составляет 5944 человека. Площадь — 152,1 км².
В соответствии с распоряжением Кабинета Министров Украины от 12 июня 2020 года, в состав общины вошла территория Барсуковского, Борщовского, Великокусковецкого, Передмирского, Снегуровского и Чайчинецкого сельских советов упразднённого Лановецкого района, а также Пищатинского сельского совета упразднённого Шумского района.

## Населённые пункты
В состав общины входит 11 сёл:
- Барсуки
- Борщовский старостинский округ:
  - Борщовка
  - Пищатинцы
- Великокусковецкий старостинский округ:
  - Великие Кусковцы
  - Синевцы
- Нападовский старостинский округ:
  - Нападовка
- Снегуровский старостинский округ:
  - Маневое
  - Малая Снегуровка
  - Передмирка
  - Снегуровка
  - Чайчинцы